# Лепеха Андрій Анатолійович (полковник)
Андрі́й Анато́лійович Лепе́ха (15 травня 1969 — 17 лютого 2015) — полковник Збройних сил України.

## Життєвий шлях
Закінчив кролевецьку ЗОШ № 4, СПТУ в селі Реутинці Кролевецького району. 1992 року закінчив Київське вище танкове інженерне училище, 1993-го — Київський інститут Сухопутних військ. Службу розпочав в Одеському військовому окрузі — заступник командира ремонтної роти 274-го навчального танкового полку.
Протягом 1994—2009 років служив на керівних посадах у 169-му навчальному центрі. В 2009—2014 роках — начальник служби пожежної безпеки, Командування Сухопутних військ ЗСУ. З 2014 року — начальник відділу експлуатації складів та ремонту технічних засобів, управління Тилу ЗСУ.
В зоні бойових дій керував логістикою забезпечення пальним, у бойових відрядженнях був тричі.
Поліг у боях за Дебальцеве — 17 лютого 2015-го, сівши за кермо паливозаправника, зумів пройти через кільце оточення та здійснив дозаправку танків. Загинув на зворотньому шляху біля села Нижнє Лозове — під час артилерійського обстрілу терористами при евакуації вбитих та поранених бійців.
Ідентифікований на початку квітня 2015-го серед загиблих.
3 квітня з полковником Лепехою попрощалися у штабі Тилу ЗСУ.
Похований в місті Кролевець на центральному кладовищі.
Без Андрія лишились батьки, брат, дружина, син.

## Нагороди та вшанування
- Указом Президента України № 270/2015 від 15 травня 2015 року — орденом Богдана Хмельницького III ступеня (посмертно)[1]
- у жовтні 2015-го в Кролевці на будівлі ЗОШ № 4 відкрито меморіальну дошку випускнику Андрію Лепесі
- 17 лютого 2017 року в Києві на будівлі Тилу Збройних Сил України відкрито меморіальну дошку полковнику Лепесі
- відзначений багатьма медалями та відзнаками МОУ.